# Yuriy Krymarenko
Yuriy Krymarenko (Berdychiv, 11 de agosto de 1983) é um atleta ucraniano especializado no salto em altura. Foi campeão mundial da prova no Campeonato Mundial de Atletismo de 2005 em Helsinque, Finlândia. Sua melhor marca da carreira é 2,34 m.